# バリサーン山脈
バリサーン山脈（バリサーンさんみゃく、インドネシア語: Pegunungan Barisan）は、インドネシアのスマトラ島西海岸沿い1,700kmを北西から南東に貫く脊梁山脈である。最高峰はクリンチ山の3,805m。バリサン山脈。

## 概説
12の活火山を含むおよそ90の成層火山が連なり、その間にトバ湖など多くの湖や、ガヨ、バタク、パダンなどの高原が分布する。これらの高原は、熱帯にありながら居住環境がすぐれ、古くからスマトラ島でもっとも人口が集中する地域となってきた。山脈の東麓は緩く傾斜しており、多くの河川が東海岸方向に流れ広大な平野を形成している。
この地帯は2004年に発生したマグニチュード9.1の地震に代表されるスマトラ島沖地震が頻発していることでも知られる。
主な火山を北西から南東の順に列挙すると、下記のとおりである。
| 名称                       | 種別       | 標高（m） | 直近噴火        | 位置                                                          |
| -------------------------- | ---------- | --------- | --------------- | ------------------------------------------------------------- |
| ウェー島                   | 成層火山   | 617       | 紀元前258.8万年 | 北緯5度49分 東経95度17分 / 北緯5.82度 東経95.28度             |
| セウラワアガム山           | 成層火山   | 1810      | 1839年          | 北緯5度26分53秒 東経95度39分29秒 / 北緯5.448度 東経95.658度   |
| ピュエトサゲエ山           | 複式火山   | 2801      | 2000年12月25日  | 北緯4度54分50秒 東経96度19分44秒 / 北緯4.914度 東経96.329度   |
| グルドン山                 | 成層火山   | 2885      | 1937年          | 北緯4度48分47秒 東経96度49分12秒 / 北緯4.813度 東経96.82度    |
| en:Mount Kembar            | 楯状火山   | 2245      | 紀元前258.8万年 | 北緯3度51分00秒 東経97度39分50秒 / 北緯3.850度 東経97.664度   |
| シバヤク山                 | 成層火山   | 2212      | 1881年          | 北緯3度14分 東経98度31分 / 北緯3.23度 東経98.52度             |
| シナブン山                 | 成層火山   | 2460      | 2014年1月4日    | 北緯3度10分12秒 東経98度23分31秒 / 北緯3.17度 東経98.392度    |
| トバ湖                     | 超巨大火山 | 2157      | 不明            | 北緯2度35分 東経98度50分 / 北緯2.58度 東経98.83度             |
| en:Helatoba-Tarutung       | 噴気地帯   | 1100      | 紀元前258.8万年 | 北緯2度02分 東経98度56分 / 北緯2.03度 東経98.93度             |
| en:Imun                    | 不明       | 1505      | 不明            | 北緯2度09分29秒 東経98度55分48秒 / 北緯2.158度 東経98.93度    |
| en:Sibualbuali             | 成層火山   | 1819      | 不明            | 北緯1度33分22秒 東経99度15分18秒 / 北緯1.556度 東経99.255度   |
| en:Lubukraya               | 成層火山   | 1862      | 不明            | 北緯1度28分41秒 東経99度12分32秒 / 北緯1.478度 東経99.209度   |
| en:Sorikmarapi             | 成層火山   | 2145      | 1986年          | 北緯0度41分10秒 東経99度32分20秒 / 北緯0.686度 東経99.539度   |
| タラマウ山                 | 複式火山   | 2919      | 不明            | 北緯0度04分44秒 東経99度58分48秒 / 北緯0.079度 東経99.98度    |
| en:Sarik-Gajah             | スコリア丘 | 不明      | 不明            | 北緯0度00分29秒 東経100度12分00秒 / 北緯0.008度 東経100.20度  |
| マラピ山                   | 複式火山   | 2891      | 2004年8月5日    | 南緯0度22分52秒 東経100度28分23秒 / 南緯0.381度 東経100.473度 |
| タンディカット山           | 成層火山   | 2438      | 1924年          | 南緯0度25分59秒 東経100度19分01秒 / 南緯0.433度 東経100.317度 |
| タラン山                   | 成層火山   | 2597      | 2005年4月12日   | 南緯0度58分41秒 東経100度40分44秒 / 南緯0.978度 東経100.679度 |
| クリンチ山                 | 成層火山   | 3800      | 2013年6月3日    | 南緯1度41分49秒 東経101度15分50秒 / 南緯1.697度 東経101.264度 |
| en:Mount Hutapanjang       | 成層火山   | 2021      | 不明            | 南緯2度20分 東経101度36分 / 南緯2.33度 東経101.60度           |
| en:Mount Sumbing (Sumatra) | 成層火山   | 2507      | 1921年5月23日   | 南緯2度24分50秒 東経101度43分41秒 / 南緯2.414度 東経101.728度 |
| en:Mount Kunyit            | 成層火山   | 2151      | 不明            | 南緯2度35分31秒 東経101度37分48秒 / 南緯2.592度 東経101.63度  |
| ペンダン山                 | 不明       | 不明      | 不明            | 南緯2度49分 東経102度01分 / 南緯2.82度 東経102.02度           |
| ベリラン＝ベリティ山       | 複合       | 1958      | 不明            | 南緯2度49分 東経102度11分 / 南緯2.82度 東経102.18度           |
| en:Bukit Daun              | 成層火山   | 2467      | 不明            | 南緯3度23分 東経102度22分 / 南緯3.38度 東経102.37度           |
| en:Mount Kaba              | 成層火山   | 1952      | 2000年8月22日   | 南緯3度31分 東経102度37分 / 南緯3.52度 東経102.62度           |
| デンポ山                   | 成層火山   | 3173      | 1994年10月      | 南緯4度02分 東経103度08分 / 南緯4.03度 東経103.13度           |
| en:Mount Patah             | 不明       | 2817      | 不明            | 南緯4度16分 東経103度18分 / 南緯4.27度 東経103.30度           |
| en:Bukit Lumut Balai       | 成層火山   | 2055      | 不明            | 南緯4度14分 東経103度37分 / 南緯4.23度 東経103.62度           |
| en:Mount Besar             | 成層火山   | 1899      | 1940年4月       | 南緯4度26分 東経103度40分 / 南緯4.43度 東経103.67度           |
| en:Lake Ranau              | カルデラ   | 1881      | 不明            | 南緯4度50分 東経103度55分 / 南緯4.83度 東経103.92度           |
| en:Mount Sekincau          | カルデラ   | 1719      | 不明            | 南緯5度07分 東経104度19分 / 南緯5.12度 東経104.32度           |
| en:Suwoh                   | カルデラ   | 1000      | 1933年7月10日   | 南緯5度15分 東経104度16分 / 南緯5.25度 東経104.27度           |
| en:Hulubelu                | カルデラ   | 1040      | 1836年          | 南緯5度21分 東経104度36分 / 南緯5.35度 東経104.60度           |
| ラージャバサ山             | 成層火山   | 1281      | 1798年          | 南緯5度46分48秒 東経105度37分30秒 / 南緯5.78度 東経105.625度  |

- シナブン山
- トバ湖衛星画像
- マラピ山